# Bagi Béla
Bagi Béla (Hódmezővásárhely, 1948. január 28. –) magyar gazdálkodó, politikus, országgyűlési képviselő.

## Életpályája
A bajai III. Béla Gimnáziumban érettségizett. 1975-ben diplomázott a Keszthelyi Agrártudományi Egyetemen Agronómiai Főiskolai Karán, ahol növénytermesztési üzemmérnök lett.
A Kalocsai Állami Gazdaságban, a Bács-Kiskun Megyei Állami Gazdaságok szakszolgálati állomásán, a lajosmizsei Kossuth Tsz-ben, a Városföldi Állami Gazdaságban, a Füzesgyarmati Lucernatermelési Rendszernél dolgozott. 1990-től a családi gazdaságban dolgozott. 1994-től a Magyarországi Gazdakörök és Gazdaszövetkezetek Országos Szövetségének alelnöke, a Bács-Kiskun Megyei Gazdakörök Szövetségének elnöke. 1994-től a Bács-Kiskun Megyei Agrárkamara alelnöke.
1988-tól az MDF, majd a FIDESZ tagja; Bács-Kiskun megyei elnökségi tag. 2002–2006 között a Bács-Kiskun Megyei Közgyűlés tagja (FIDESZ) volt. 2006–2010 között országgyűlési képviselő; a mezőgazdasági bizottság tagja.